# アメリカ統合参謀本部
統合参謀本部（とうごうさんぼうほんぶ、英: Joint Chiefs of Staff、略称: JCS）は、アメリカ合衆国軍の最高機関。組織体系的にはアメリカ国防総省、およびそのトップである国防長官（文民）の下にある。軍事戦略の立案を行うとともに、合衆国大統領及び国防長官、国家安全保障会議、国土安全保障会議に対して軍事問題に関する助言を行うことを任務とする。
議長並びに副議長は専任となっており、大将（GeneralまたはAdmiral）が補され、米軍軍人（制服組）のトップと位置付けられる。

## 概要
統合参謀本部は、専任の議長及び副議長に加え、国防総省の管轄に属するアメリカ軍の5軍（陸軍、海軍、空軍、宇宙軍、海兵隊）の長、さらに州兵を管轄する州兵総局のトップである州兵総局長がメンバーであり、加えてそれを補佐するスタッフなどからなる。統合参謀本部は、1947年に空軍新設や国防総省設置などを伴う組織改革に合わせて設置されたものである。初代議長はオマー・ブラッドレー大将（在職中に元帥昇進）であった。
議長は、アメリカ合衆国大統領及び国防長官をはじめ、国家安全保障会議、国土安全保障会議の主たる軍事顧問であって、助言に関し、他メンバーよりも大きい権限を有している。なお、実戦部隊の作戦指揮権 （'operational command'） は与えられていない。作戦命令は、軍の最高司令官（Commander-in-chief）たる大統領から国防長官を経て、直接各統合軍司令官を通じて発動される。
JCSの下には、J-1からJ-8と略称される部局が設置されており、人事計画や情報収集、作戦立案、兵站計画の作成などを行っている。

## 歴史
米西戦争において、アメリカ陸海軍はそれぞれ独自に作戦立案を行っており、サンチャゴでの戦いなど協力の必要があったにもかかわらず、協力関係は薄かった。1903年になると、セオドア・ルーズベルト大統領により陸海軍合同会議（Joint Army and Navy Board）が設置された。これは陸軍参謀本部と海軍将官会議（General Board）の代表者および主務担当者で構成され、陸海軍の競合する問題について助言を行うこととされた。しかし、この会議は陸軍長官および海軍長官から提起された問題についてのみ助言を行うこと、会議の決定を実行させる権限を有さなかったこと、立案能力が低かったことにより、有効には機能しなかった。第一次世界大戦に際しても機能しなかった。
1919年に陸海軍両長官は合同会議を再編することにし、構成委員を見直している。陸海軍の作戦立案実務者が加えられたほか、会議の下に合同計画委員会（Joint Planning Committee）が設けられ、会議自身がイニシアチブを取ることができるようになった。
1941年12月、第二次世界大戦にアメリカ合衆国が参戦すると、1942年にイギリスとの間で連合参謀本部（CCS）が設置された。イギリスには三軍の統合指揮調整機構として参謀長委員会（CSC）が設置されていたが、アメリカの陸海軍合同会議にはそれに相当する権能がなく、カウンターパートには不適であった。
1942年7月にウィリアム・リーヒがアメリカ陸海軍最高司令官付参謀長（Chief of Staff to the Commander in Chief, U.S. Army and Navy）に任命され、ジョージ・マーシャル陸軍参謀総長、アーネスト・キング合衆国艦隊司令長官兼海軍作戦部長、ヘンリー・アーノルド陸軍航空軍司令官を加えて、統合指揮調整機構かつ連合参謀本部のアメリカ側代表である統合参謀本部（Joint Chiefs of Staff）が設置された。最高指揮官たる大統領の補佐も行っていたが、公的な位置付けは曖昧であり、法的な裏付けはなかった。1947年の国家安全保障法により、合同会議は廃止され、統合参謀本部は明確な法的裏付けを得た。
1986年のゴールドウォーター＝ニコルズ法により、統合参謀本部が再編され、統合参謀本部議長の権限が強化され、副議長職も設置された。
州兵総局長を統合参謀本部メンバーに昇格させる旨を盛り込んだ2012年国防権限法（National Defense Authorization Act for Fiscal Year 2012）が成立、これにバラク・オバマ大統領が署名したことで、2011年12月31日付でメンバーに加わった。次いで、2020年国防権限法（National Defense Authorization Act for Fiscal Year 2020）に基づき、2019年12月にアメリカ宇宙軍が独立した軍種として創設されると、1年後の2020年12月から宇宙軍作戦部長がメンバーとして追加された。

## 構成メンバー
| 役職                                                          | 写真 | 氏名                                                       | 軍種           |
| ------------------------------------------------------------- | ---- | ---------------------------------------------------------- | -------------- |
| 統合参謀本部議長 Chairman of the Joint Chiefs of Staff        |      | ダン・ケイン大将 John Dan Caine                            | アメリカ空軍   |
| 統合参謀本部副議長 Vice Chairman of the Joint Chiefs of Staff |      | クリストファー・W・グレィディ大将 ADM Christopher W. Grady | アメリカ海軍   |
| 陸軍参謀総長 Chief of Staff of the United States Army         |      | ランディ・ジョージ大将 Randy Alan George                   | アメリカ陸軍   |
| 海軍作戦部長 Chief of Naval Operations                        |      | リサ・M・フランケッティ大将 ADM Lisa M. Franchetti         | アメリカ海軍   |
| 空軍参謀総長 Chief of Staff of the United States Air Force    |      | デビッド・W・アルヴィン大将 David Wayne Allvin             | アメリカ空軍   |
| 宇宙軍作戦部長 Chief of Space Operations                      |      | B・チャンス・サルツマン大将 Gen B. Chance Saltzman         | アメリカ宇宙軍 |
| 海兵隊総司令官 Commandant of the Marine Corps                 |      | エリック・スミス大将 Gen Eric M. Smith                     | アメリカ海兵隊 |
| 州兵総局長 Chief of the National Guard Bureau                 |      | スティーブン・ノードハウス大将 Gen Steven S. Nordhaus      | アメリカ空軍   |

### 沿岸警備隊総司令官
沿岸警備隊は、アメリカ合衆国法典第14章第101条によってアメリカ軍の一部とされているが、通常は国土安全保障省の管轄下にある。しかし、戦時や国家緊急事態の際には大統領令により海軍省の管轄に入る。そのため、沿岸警備隊総司令官（Commandant of the Coast Guard）は統合参謀本部の正式メンバーではないが、事実上のメンバーとされることも多く、ほかのメンバーと同等の報酬を受け取り、招待に応じて統合参謀本部の会議に出席する権利を有する。
沿岸警備隊総司令官は、ほかの統合参謀本部メンバー（参謀総長や作戦部長、総司令官）と異なり、沿岸警備隊に対する作戦と運用の両面にかかる権限を持っている。
| 役職                                             | 写真 | 氏名                                         | 軍種               |
| ------------------------------------------------ | ---- | -------------------------------------------- | ------------------ |
| 沿岸警備隊総司令官 Commandant of the Coast Guard |      | リンダ・L・フェイガン大将 ADM Linda L. Fagan | アメリカ沿岸警備隊 |

### 統合参謀本部最先任下士官
統合参謀本部最先任下士官（Senior Enlisted Advisor to the Chairman of the Joint Chiefs of Staff （SEAC））は、アメリカ軍の統合運用における下士官の統合、活用、能力開発に関する全ての問題について統合参謀本部議長に助言し、統合運用による下士官の教育・育成を支援し、統合運用における上級下士官の能力を最大限に活用すること任務とする。そして、その任務に関し統合参謀本部議長をサポートし、責任を負う。
陸軍のウィリアム・ゲイニー最上級曹長が、2005年10月1日に初代の統合参謀本部最先任下士官に就任した。2020年8月現在、空軍のラモン・コロン・ロペス最上級曹長がこの地位にある。ロペス最上級曹長は、陸軍のジョン・トラックセル最上級曹長の後任として、2019年12月13日にマーク・ミリー統合参謀総長に就任を宣誓し、この地位についた。
| 役職                                                             | 写真 | 氏名                                                    | 軍種         |
| ---------------------------------------------------------------- | ---- | ------------------------------------------------------- | ------------ |
| 統合参謀本部最先任下士官 Senior Enlisted Advisor to the Chairman |      | ラモン・コロン・ロペス最上級曹長 SEAC Ramón Colón-López | アメリカ空軍 |

## 組織

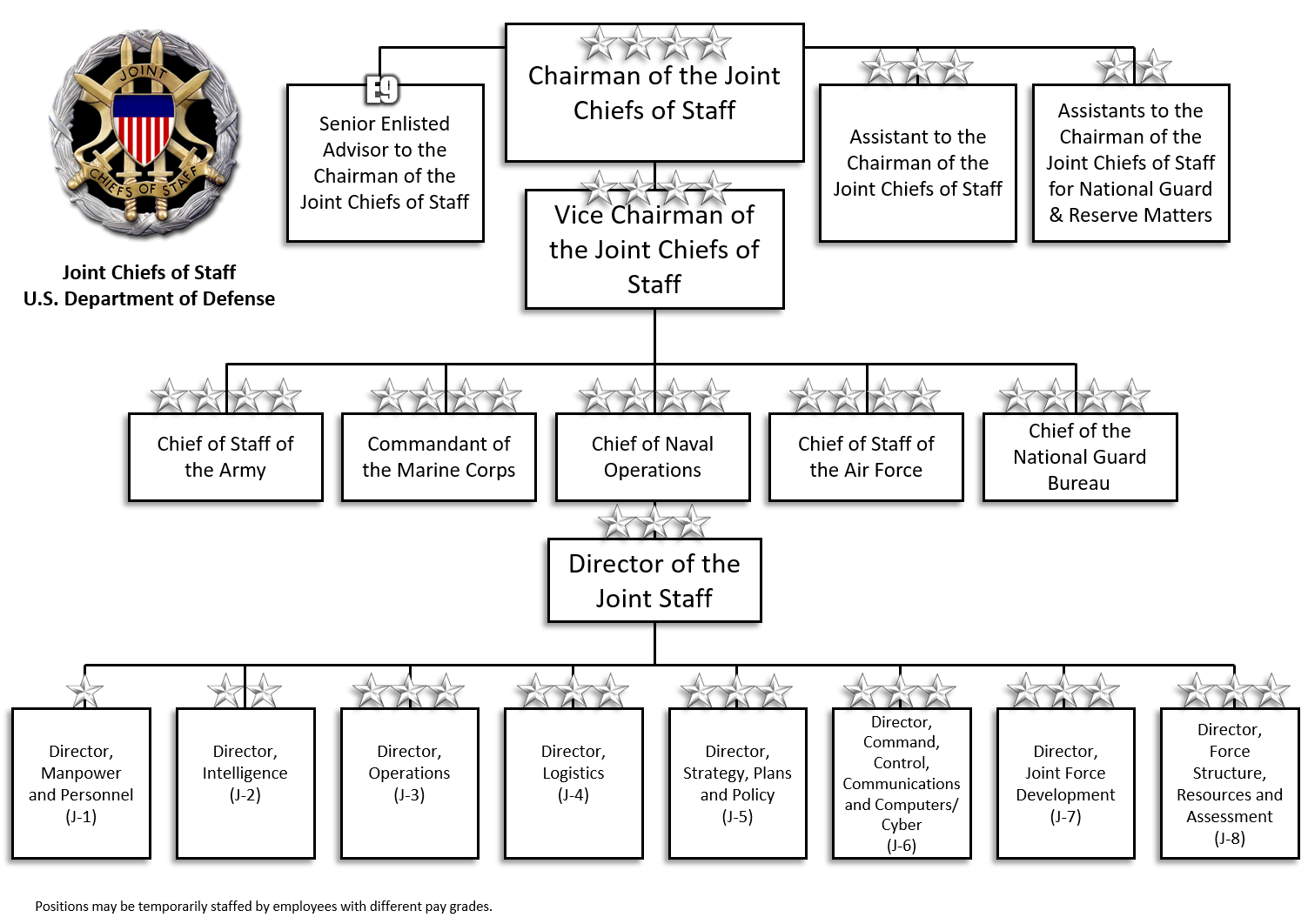
2018年時点の統合参謀本部組織図

統合参謀事務局（Directorates of the Joint Staff）
- 統合参謀事務局長（Director of the Joint Staff）
- 統合参謀事務次長（Vice Director of the Joint Staff）
  - 管理部（DOM | Directorate of Management）

・部長職は事務次長による兼任
・各部の専任業務以外の、たとえば情報機器のメンテナンスやサーバ管理、資料の保管整理、局員の出張サポートなどのいわゆる総務・庶務的業務全般。JCS関連施設のセキュリティも担当する。
  - 第1部（J1 | Directorate for Manpower & Personnel）

・要員・人事部門
  - 第2部（J2 | Directorate for Intelligence / Joint Staff Intelligence, DIA）

・情報部門／統合参謀情報部
・国防総省の外局である国防情報局が、その一部署の統合参謀情報部をJ2部門として提供している。
・統合情報センター（中央軍／インド太平洋軍）ならびに統合分析センター（欧州軍）に運用スタッフを提供している。
  - 第3部（J3 | Directorate for Operations）

・作戦部門
・国家軍事指揮センターに運用スタッフを提供している。
  - 第4部（J4 | Directorate for Logistics）

・兵站部門
  - 第5部（J5 | Directorate for Strategy, Plans & Policy）

・戦略・計画・施策部門
・国家戦略に基づく基本方針の策定、それに沿った全体計画の立案。作戦能力の維持向上、戦闘教義の構築運用、組織・制度設計、予算要求調整など。つまりは長期的視野に立って遂行すべき諸問題を担当する。
  - 第6部（J6 | Directorate for Command, Control, Communications & Computers/Cyber）

・C4（指揮・統制・通信・電算／サイバー）部門
・統合戦力に必要とされるサイバー防衛能力、異なる軍種間での相互運用能力ならびにC2（指揮・統制）能力。これらを向上させる上で必要な提言をJCS議長に対して行うことを任務とする。[10]
・部長は統合参謀事務局における最高情報責任者（Chief Information Officer）を務める。
  - 第7部（J7 | Directorate for Joint Force Development）

・統合戦力開発部門
・統合ドクトリンの構築、国防総合大学（National Defense University）を頂点とする将兵に対する統合専門軍事教育（JPME）、統合装備・システムの開発実験、同盟国軍含む各上級司令部（Combatant commands）に対する訓練・演習、それに戦訓分析を担当する。
  - 第8部（J8 | Directorate for Force Structure, Resources & Assessment）

・戦力構造・資源・評価部門
・上記の国防総省再編（1986年）にともない、統合参謀本部の権限拡大に対応するため設置された比較的新しい部署。
・戦争資源、組織・部隊機能の分析・評価（Capability assessment）、それに基づくJCS議長や各上級司令部への提言。それらに加え、各種研究・開発・計画・制度（Program）等の監視、指導、適正性評価を担当する[注 2]。
- 統合参謀監察監（Joint Staff Inspector General）
  - 監察監室（OIG | Office of Inspector General, JCS）[注 3]

・同監察監のもと、1名の統括監察官（Principal Deputy Inspector General）ならびに4名の監察官（Deputy Inspector General）が配置されており、この4名が会計監査、評価監察、管理施策、捜査をそれぞれ担当している[注 4]。
・職域としては第8部と重なる部分が少なからず存在するが、監察監室の監察対象はあくまで統合参謀本部内に限定される。

## 統合ドクトリン
JCSは軍事力の統合運用原則として統合ドクトリン（英: joint doctrine）を発行している。最上位に位置する文章は "Joint Publication 1, Doctrine for the Armed Forces of the United States"、通称 JP1 である。ドクトリン整備を担うのは第7部である。

## 沿岸警備隊
上記の通り沿岸警備隊は、統合参謀本部の正式メンバーではないものの、10 U.S.C. § 152(a)(1)及び10 U.S.C. § 154(a)(1) により議長及び副議長に任命される資格を法的には排除されていない。この2つの条文には、議長及び副議長に任命される条件について、それぞれの軍種を列挙しているわけではなく、単に「（沿岸警備隊も含む）軍隊」(the armed forces)の将校と規定されている。この規定は、統合参謀本部事務局の幹部の地位についても同様である。
ただし、現在までに沿岸警備隊の隊員から議長及び副議長に就任した例はないが、事務局においても2016年に第6部の部長に沿岸警備隊中将が任命されており、それ以来JCSには数人の隊員が勤務している。